# Mrowiszczak mrówkomirek

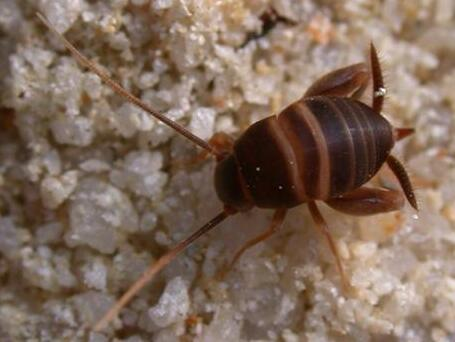
Samica

Mrowiszczak mrówkomirek (Myrmecophilus acervorum) – gatunek myrmekofilnego owada z rzędu prostoskrzydłych, z rodziny mrowiszczaków (Myrmecophilidae). Gatunek prawdopodobnie pochodzący z Azji, obecnie występujący także w Środkowej i Południowej Europie. Rodzaj zależności międzygatunkowych pomiędzy mrowiszczakami a mrówkami najczęściej określany jest jako synechtria.
Mrowiszczaki są brunatnorude, pokryte jedwabistymi włoskami. Samice osiągają długość 3 mm, samce są mniejsze i osiągają maksymalnie 1,5 mm. Obie płci są bezskrzydłe. Owady tego gatunku występują w gniazdach różnych gatunków mrówek z rodzajów Lasius, Formica, Camponotus i Tetramorium. Mrowiszczaki mają uwstecznione oczy, pozbawione są skrzydeł i ich pokryw. W ciemności owady tego gatunku orientują się za pomocą długich czułków, na których znajdują się wrażliwe narządy zmysłów. Samice owadów tego gatunku rozmnażają się partenogenetycznie. W mrowisku występują jednocześnie różne stadia rozwojowe mrowiszczaka.
W Polsce jest jedynym przedstawicielem rodziny Myrmecophilidae. Wykazany z Górnego Śląska, okolic Wejherowa, Nowej Słupi, Zwierzyńca, Poznania, z Podkowy Leśnej, Kazimierza Dolnego, Puław, Buska, Skwierzyny, Kwidzyna i Nowogardu.